# دی‌اتیل سولفات
دی‌اتیل سولفات (به انگلیسی: Diethyl sulfate) یک ترکیب شیمیایی با شناسه پاب‌کم ۶۱۶۳ است. شکل ظاهری این ترکیب، مایع بی‌رنگ است.